# Shalini Pandey
Shalini Pandey (23 de septiembre de 1993) es una actriz de origen hindú que despegó a la fama con su papel en una película de Tollywood, Arjun Reddy. Ella misma realizó el doblaje de su voz, y a raíz de su actuación recibió críticas positivas.

## Primeros años
Shalini Pandey nació en Jabalpur, Madhya Pradesh. Estudió ingeniería en la Universidad de Ingeniería Global, con las mejores calificaciones de su clase. Empezó a estudiar teatro en su segundo año universitario.

## Carrera
Empezó su carrera en un teatro de Jabalpur. Hizo su debut en Tollywood con la película Arjun Reddy, que sería un hit. Hizo su propio doblaje a la lengua Telugu, a pesar de no hablarla en lo absoluto.

## Filmografía
| Año  | Película    | Función        | Notas |
| ---- | ----------- | -------------- | ----- |
| 2017 | Arjun Reddy | Preethi Shetty |       |

Carrera televisiva 
Actuó en la serie de televisión de Sony TV, Mann Mein Vishwaas Hai.